# Bregyán Péter
Bregyán Péter (Kiskunfélegyháza, 1954. május 22. –) Jászai Mari-díjas magyar színész.

## Életpályája
Szülei azt szerették volna, ha az Élelmiszeripari Főiskolát végzi el, de ő színészi pályára készült.

„Gyermekkori színházélmények vonzottak erre a pályára. Kiskunfélegyházán nőttem fel, a kultúrházban, ahol édesanyám gondnokként, édesapám büfésként dolgozott. Ott is laktunk. Ha színészek jöttek fellépni, a konyhánk volt az öltözőjük. Emlékszem, ahogy tébláboltam Latabár meg Gobbi körül. Aztán mikor elkezdődött az előadás, elfoglaltam a helyemet a színházterem hátsó fertályában, egy szekrény tetején, s bámultam előre. Valami fényességre emlékszem, az volt elöl. Nagyon csábított…
Iskolás éveimben sokféle módon kerestem az önkifejezés lehetőségét. Rajzszakkörbe jártam, írni is próbáltam, meg szavalni. De valahogy nem volt elég önbizalmam, gátlásos voltam, és féltem a megítéltetéstől, az esetleges kudarctól. A főiskolára másodszori jelentkezésre vettek föl. Arra nem gondoltam: mi lesz, ha esetleg nem sikerül? Valószínűleg újra jelentkeztem volna. Mert akkor már éreztem, tudtam: a színészet az igazi hivatásom. Szóval, megragadtam egy kamaszkori álomnál… Ami teljesült. A főiskola négy éve nehéz volt számomra, de védelmet és biztonságot is nyújtott. Utolsó évben már Kaposváron játszottam, jó kollektívában, ahol jól éreztem magam. 1977-ben, amikor végeztem, már meg volt oda a szerződésem, de behívtak katonának, így nem is kezdhettem el az évadot. Másfél évre katonának vonultam. Közben a kaposvári színház kollektívája felbomlott, többen Budapestre szerződtek, a Nemzeti Színházba. Akkor már én sem akartam ott maradni. Kecskemétre szerződtem.”

1977-ben színészként diplomázott a Színház- és Filmművészeti Főiskolán Ádám Ottó osztályában. Főiskolásként 1976-tól Kaposváron volt gyakorlaton, első szerződése is ide, a Csiky Gergely Színház társulatához kötötte. 1979-től egy-egy évadot a kecskeméti Katona József Színházban és a Pécsi Nemzeti Színház töltött, közben vendégként 1979-től a Nemzeti Színházban Gorkij: Éjjeli menedékhely című drámájában Vaszka Pepelt alakította.
1981-től a Miskolci Nemzeti Színház tagja volt. Az 1988–89-es évadban az egri Gárdonyi Géza Színházban játszott, 1989-től a Nemzeti Színház tagja volt. 1991-től szabadfoglalkozású színművészként szerepelt Budapesten a Kamrában, vidéken pedig Csiszár Imre Társulatában. 1992-ben Nyíregyházán, Szekszárdon és a Budapesti Kamaraszínházban dolgozott, 1993-ban az Arany János Színházban és Debrecenben a Csokonai Színházban, 1994-től a József Attila Színházban, 1995-től a Thália Színházban, 1997 és 2003 között a szekszárdi Német Színházban szerepelt. 1997-től a Színházi Páholyok Társasága és a Thália Társaság budapesti előadásain játszott a József Attila Színházban és a Merlin Színházban. 1998 és 2000 között Egerben volt színész.
Vendégművészként az Újpest Színházban, a  tatabányai Jászai Mari Színházban, a Gózon Gyula Kamaraszínházban, a váci Dunakanyar Színházban és a salgótarjáni Zenthe Ferenc Színházban is játszott. 2002 és 2007 között rendszeresen szerepelt Tácon a Gorsiumi Nyári Játékokon. 2003-ban a Veszprémi Petőfi Színházban játszott. 2003 és 2012 között a Soproni Petőfi Színház tagja volt. 2011 és 2015 között a Turay Ida Színházban szerepelt. 2015-től a Budaörsi Latinovits Színház művésze. Miskolcon és Tatabányán rendezőként is bemutatkozott. 1998-ban Jászai Mari-díjat kapott.
A magánéletben Topolcsányi Laura színésznő, író a társa, leányuk Bregyán Sára Zora. Első felesége, a fiatalon elhunyt Fráter Katalin színésznő volt, akitől egy fia, Bregyán Bálint született.

## Színházi szerepei
- Hubay Miklós: C'est la guerre.... csendőr
- Ulrich Plenzdorf: Az ifjú W. újabb szenvedései.... felügyelő
- Csurka István: Eredeti helyszín.... szereplő
- Joe Masteroff – Fred Ebb: Kabaré.... szereplő
- Jókai Mór: Thespis kordéja.... Sehi Ferenc úr
- Geoffrey Chaucer: Canterbury mesék.... Ispán; Ács; Januarius
- Csepreghy Ferenc: A piros bugyelláris.... Csillag Pál
- William Shakespeare: Troilus és Cressida.... Hector
- Bulat Salvovics Okudzsava: Merszi! – avagy Sipov kalandjai.... Durnovo ezredes
- Hervé: Nebáncsvirág.... Róbert hadnagy
- William Shakespeare: Szeget szeggel.... Claudio
- Makszim Gorkij: Éjjeli menedékhely.... Vaszka Pepel
- Frantisek Hrubin: Augusztusi vasárnap.... Jirka
- Alekszandr Valentyinovics Vampilov: Búcsúzás júniusban.... Bukin
- Molière: Úrhatnám polgár.... Cleonte
- Fernand Crommelynck: A csodaszarvas.... Brúnó
- Katona József: Ziska vagyis a husziták első pártütése Csehországban.... Huszinec
- Lengyel Menyhért: Tájfun.... Lindner
- Schönthan testvérek – Kellér Dezső – Horváth Jenő – Szenes Iván: A szabin nők elrablása.... Endre
- Illyés Gyula: Sorsválasztók.... Tibor
- Gerhart Hauptmann: A patkányok.... Erich Spitta
- Zerkovitz Béla – Szilágyi László: Csókos asszony.... Dorozsmai Pista
- Déry Tibor: Tükör.... Viktor
- Carlo Goldoni: Csetepaté Chioggiában.... Titta-Nane
- Mihail Afanaszjevics Bulgakov: Zojka lakása.... Alexandr Taraszovics Anyetyisztov
- Kardos G. György: Villon és a többiek.... Francois Villon
- Carlo Goldoni: A kávéház.... Flaminio; Ridolfo
- Boris Vian: Mindenkit megnyúzunk!.... szomszéd; japán katona
- Miroslav Krleža: Agónia.... Nemes dr. Iván Krizovec
- Henrik Ibsen: Peer Gynt.... Peer Gynt; Sovány
- Niccolò Machiavelli: Mandragóra.... Callimaco
- Gáli József: Daliás idők.... Mizse Mihály
- Frank Wedekind: Lulu.... Schwarz
- Madách Imre: Az ember tragédiája.... Ádám
- Leonyid Andrejev: Aki a pofonokat kapja.... aki a pofonokat kapja
- Carlo Goldoni: Két úr szolgája.... Florindo Aretusi
- Fjodor Mihajlovics Dosztojevszkij: A Karamazov testvérek.... Iván
- Füst Milán: Negyedik Henrik király.... IV. Henrik
- Illyés Gyula: Kegyenc.... Valentinianus császár
- William Shakespeare: Ahogy tetszik.... Jaques
- Lars Norén: Az éjszaka a nappal anyja.... Georg
- Csehov: Cseresznyéskert.... Lopahin
- Jean Anouilh: Eurüdiké.... Henri úr
- Bertolt Brecht: Galilei élete.... Sagredo
- Pierre Carlet de Chamblain de Marivaux: A szerelem és véletlen játéka.... Mario
- Szomory Dezső: II. Lajos király.... Tomory Pál
- Alekszandr Galin: Csillagok a hajnali égbolton.... Alekszandr
- Fernando Arrabal: Az építész és az asszír császár.... császár
- Georg Büchner: Danton halála.... Georges Danton
- George Bernard Shaw: Pygmalion.... Pickering ezredes
- Alekszandr Nyikolajevics Osztrovszkij: Tehetségek és tisztelők.... Eraszt Gromilov
- Friedrich Schiller: Haramiák.... Spiegelberg
- Szép Ernő: Május.... őr
- Füst Milán: A zongora.... Mühlstadt Arthur
- Valentyin Petrovics Katajev: Bolond vasárnap.... Tódor Dundin
- Alekszandr Nyikolajevics Osztrovszkij: Erdő.... Szomorov
- Bertolt Brecht: A kaukázusi krétakör.... Lavrenti
- William Shakespeare: A vihar.... Alonso
- Vörösmarty Mihály: Csongor és Tünde.... Kalmár
- Remenyik Zsigmond: Kard és kocka.... Árvay Ferenc
- Csokonai Vitéz Mihály: Az özvegy Karnyóné.... Tipp-Topp szeleburdi
- William Shakespeare: Athéni Timon.... Timon
- Szophoklész: Oidipusz király.... Tiresias; Oidipusz
- Remenyik Zsigmond: Pokoli disznótor.... szereplő
- Lotte Ingrisch: Damenbekanntschaften
- Makszim Gorkij: Éjjeli menedékhely....színész
- Örkény István: Kulcskeresők.... Fóris
- Audiberti: Árad a gazság.... bíboros
- William Shakespeare: Julius Caesar.... Cassius
- Jean Genet: A Balkon.... tábornok
- Heltai Jenő: A néma levente.... Agárdi Péter
- Friedrich Dürrenmatt: János király.... Plantagenet János
- Klaus Mann: Mefisztó.... Hendrik Höfgen
- Ödön von Horváth: Mesél a bécsi erdő.... Tündérkirály
- George Bernard Shaw: Szent Johanna.... Kékszakáll
- Jonathan Swift: Gulliver Lilliputban.... Gulliver
- Fejes Endre: Rozsdatemető.... író
- Molière: Tartuffe.... Cléante
- Varga László: Kossuth vagy Széchenyi?.... Gróf Széchenyi István
- Garay János: Háry János.... magyar silbak
- Robert Thomas: Szegény Dániel.... a férj
- Spiró György: Vircsaft.... Branyik
- Carlo Goldoni: Mirandolina.... Albafriorita gróf
- Friedrich Dürrenmatt: Romulus der Große.... Mares
- Harold Pinter: Hazatérés.... Lenny
- Nagy András: Don Juan, a sevillai, a kővendég és a szédelgő.... Masetto
- Per Olov Enquist: Képcsinálók.... Julius Jaenzon
- Johann Wolfgang von Goethe: Die Mitschuldigen.... szereplő
- Tamási Áron: Énekes madár.... Máté
- Henrik Ibsen: A vadkacsa.... Hjalmar Ekdal
- Beaumarchais: Figaro házassága, vagy: egy napi bolondság.... Almaviva gróf
- Mikszáth Kálmán: Szent Péter esernyője.... püspök
- Molière: Fösvény.... Anzelm
- Jókai Mór: A kőszívű ember fiai.... Ödön
- William Shakespeare: Harmadik Richárd....  Stanley
- Katona József: Bánk bán.... Bánk bán; Tiborc
- Ken Kesey: Kakukkfészek.... Randle P. McMurphy
- Németh László: Bodnárné.... ifj. Bodnár János
- Molnár Ferenc: Az ördög.... János
- Nyikolaj Vasziljevics Gogol: A revizor.... A szociális intézmények főgondnoka
- Eisemann Mihály – Halász Imre – Békeffi István: Egy csók és más semmi.... Sándor
- Szophoklész: Trakhiszi nők.... Heraklész
- Eric-Emmanuel Schmitt: Diderot, a libertinus.... Diderot
- Carlo Goldoni: A komédiaszínház.... Orazio
- Ödön von Horváth: A végítélet napja.... Thomas Hudetz
- Pierre Barillet – Jean-Pierre Grédy – Nádas Gábor – Szenes Iván: A kaktusz virága.... Norbert
- Zalán Tibor: A mese marad.... Vendel
- Tennessee Williams: A vágy villamosa.... Steve
- Szophoklész: Oidipusz Kolonoszban.... Oidipusz
- Szophoklész: Antigoné.... thébai tanácsadó
- Plautus: A hetvenkedő katona.... Sceledrus
- Jean Anouilh: Becket avagy Isten becsülete.... Becket Tamás
- Henrik Ibsen: Nóra.... Krogstadt
- Aiszkhülosz: Oreszteia.... Agamemnon
- Kálmán Imre: A montmartre-i ibolya.... Spaghetti
- Sarkadi Imre: Oszlopos Simeon.... Bálint
- Thuróczy Katalin: Kerített város.... Kramer Ferenc
- Tamási Áron: Vitéz lélek.... Lázár
- Tennessee Williams: Az ifjúság édes madara.... Hatcher
- Arisztophanész: A nők ünnepe.... Euripidész
- Ray Cooney: Páratlan páros.... John Smith
- Reginald Rose: Tizenkét dühös ember.... 3. esküdt
- Gyurkovics Tibor: Nagyvizit.... főorvos
- Anton Pavlovics Csehov: Három nővér.... Csebutikin
- Arisztophanész: A nőuralom.... Blepyros
- Herczeg Ferenc: Kék róka.... Pál
- John Osborne: Dühöngő ifjúság.... Redfern ezredes
- William Shakespeare: Hamlet, dán királyfi.... Színészkirály
- Giulio Scarnicci – Renzo Tarabusi: Kaviár és lencse.... Leonida Papagatto
- Sławomir Mrożek: Tangó.... Stomil
- Edward Albee: Mindent a kertbe....Gilbert
- Dale Wasserman: La Mancha lovagja.... kormányzó; fogadós
- Albert Camus: Félreértés.... James
- Grimm fivérek: Hófehérke és a hét törpe.... törpe
- Spiró György: Prah.... férfi
- Kálmán Imre: Cigányprímás.... Kadó (Gaszton nevelési felügyelője)
- Csurka István: Deficit.... X
- Edward Albee: Nem félünk a farkastól.... George
- Hubay Miklós – Ránki György – Vas István: Egy szerelem három éjszakája.... százados
- Szigligeti Ede: Liliomfi.... Kányai, fogadós
- Mark Twain: Tom Sawyer kalandjai.... Indián Joe
- Sarkadi Imre: Elveszett paradicsom.... János, (Sebők Imre rokona, Mira apja)
- Rudyard Kipling – Topolcsányi Laura: A dzsungel könyve.... Balu, az üvöltő
- Huszka Jenő – Martos Ferenc: Gül baba.... a budai bíró
- Gárdonyi Géza: Hosszúhajú veszedelem.... Aladár, ezredes
- Max Frisch: Játék az életrajzzal.... menekült férfi
- Topolcsányi Laura: Szellem a spájzban.... Katona
- Topolcsányi Laura – Berkes Gábor – Geszti Péter: Csakazértis szerelem.... Bürök elvtárs
- Egy régvolt karácsony.... szereplő
- Topolcsányi Laura: Segítség, én vagyok a feleségem!.... Béla, vízvezetékszerelő
- Brandon Thomas – Szentirmai Ákos – Bradányi Iván: Charley nénje?.... Spittigue
- John Steinbeck: Egerek és emberek.... Slim
- Wolfgang Amadeus Mozart – Lorenzo Da Ponte – Pierre-Augustin Caron de Beaumarchais: Figaro házassága.... Bartolo, orvos
- Kacsóh Pongrác – Bakonyi Károly – Heltai Jenő: János vitéz.... francia király
- Szigligeti Ede – Vecsei H. Miklós – Kovács Adrián: Liliomfi.... Id. Schwartz Adolf
- 56:61 Magyar állapotok.... szereplő
- Alfonso Paso: Hazudj inkább, kedvesem!.... Bermés
- Thomas Middleton – William Rowley: Maskarák.... Vermandero, Alicante kormányzója, Beatrice apja
- William Shakespeare: Rómeó és Júlia.... Montague
- Erich Kästner: A két Lotti...dr. Strobl, orvos
- Thornton Wilder: A házasságszerző.... Malachi
- Friedrich Dürrenmatt: A nagy Romulus.... Caesar Rupf
- Karel Čapek: A fehér kór.... Krüg báró
- Görgey Gábor: Komámasszony, hol a stukker?.... Márton
- Tóth Ede: A falu rossza.... Színházigazgató
- Szép Ernő: Május.... Rendőr
- Lázár Ervin: A négyszögletű kerek erdő.... Bruckner Szigfrid
- David Eldridge: Születésnap.... Nagypapa
- Ion Luca Caragiale: Karnebál.... Nae Girimea, borbély és felcser
- Euripidész: Élektra.... Trétosz
- Lev Nyikolajevics Tolsztoj: A sötétség hatalma.... Pjotr
- Pallai Mara – Tengely Gábor: Aliz!.... Kornél bácsi, igazgató / Hercegnő
- Erich Kästner: Emil és a detektívek.... Író

## Filmjei
| - A kenguru (1975) - Talpuk alatt fütyül a szél (1976) - Szegény Dzsoni és Árnika (1983) - A Hídember (2002) – Orvos a diadalnál - Az utolsó levél (2015; rövid játékfilm) – Behrman - Mindenki (2016; rövid játékfilm) – Principal - #Jézus - Apám nevében (2017) – Caiaphas - Nyolctól tízig (2018; rövid játékfilm) – Károly - A Csoda (2019; rövid játékfilm) – Laci | - A vihar (1976) – Ferdinánd - Kossuth vagy Széchenyi? (1977) - Família Kft. III. (1993) – Jani - Rendőrsztori (2002) – Dr. Csontos - Tűzvonalban (2008) – Ignalyenkó - Válaszcsapás (2013) - Cobra 11 (24. évad 1. rész: Budapesti kalandok) (2018) – Rendőrtiszt |

## Rendezéseiből
- Csepreghy Ferenc: Piros bugyelláris
- Georges Feydeau: Zsákbamacska
- Spiró György: Prah (Topolcsányi Laurával közösen)
- Bertolt Brecht – Kurt Weill: Koldusopera (Topolcsányi Laurával közösen)[4]

## Díjai, elismerései
- Jászai Mari-díj (1998)
- Kabos Gyula-díj (2008)[5]